# Ludwik Bukowiecki
 Ludwik Bukowiecki  (ur. 1836, zm. 1869) – doktor medycyny, powstaniec z 1863.

## Życiorys
Ludwik Bukowiecki urodził się w 1836, w Podgaju, w powiecie średzkim, w Wielkopolsce. Był synem Walentego i Franciszki z Głogowskich. Ukończył gimnazjum w Trzemesznie. Studiował medycynę na uniwersytetach w Berlinie i we Wrocławiu. W 1861 na wrocławskiej uczelni obronił pracę doktorską – De paralysi infantium, quae idiopathica dicitur. Uzyskał tytuł doktora medycyny i chirurgii. Podczas studiów założył Towarzystwo Literacko-Słowiańskie Uniwersytetu Wrocławskiego, którego był prezesem a potem członkiem honorowym.
W 1862 nostryfikował niemiecki dyplom w Warszawie, miał zamiar podjąć praktykę lekarską w województwie sandomierskim. Po wybuchu powstania styczniowego walczył w partii Langiewicza. Był lekarzem oddziału, w okolicach Wąchocka zorganizował szpital polowy. Wziął czynny udział w bitwach pod Wąchockiem (3 II 1863) i Świętym Krzyżem (12 II 1863). Do swoich obowiązków podchodził z dużym zaangażowaniem i energią, jako szef sanitarny-sztabslekarz urządził szpital i aptekę polową w Goszczy. Organizował także opiekę lekarską w mniejszych oddziałach. W marcu 1863 ewakuował zagrożony szpital do Krakowa.
Po wyjściu Langiewicza (19 III 1863) z królestwa do Galicji, przeszedł do oddziału Dionizego Czachowskiego. Zajmował się organizowaniem w sandomierskiem tajnych lazaretów.
W sposób jawny razem z lekarzami Nieszkowskim i Szpotem leczył rannych powstańców w szpitalu św.Ducha w Sandomierzu. Na mocy cichego i nieoficjalnego porozumienia o wzajemnej pomocy rannym niósł także pomoc poturbowanym żołnierzom rosyjskim. Wyleczył m.in. wysokiego rangą oficera rosyjskiego, dzięki temu po upadku powstania nie był ścigany przez władze carskie.
Po powstaniu na krótki czas zamieszkał w Iłży, gdzie prowadził praktykę lekarską. Potem został lekarzem naczelnym w powiatowym szpitalu św.Leona w Opatowie. Placówkę tę doprowadził w krótkim czasie do wzorowego stanu.
Bukowiecki zawarł związek małżeński z Zofią Konarską. Ich synem był Stanisław Bukowiecki – znany w okresie międzywojennym adwokat, ekonomista, polityk, minister sprawiedliwości w latach 1917–1918 i prezes Prokuratorii Generalnej RP w latach 1919–1939.
Ludwik Bukowiecki zmarł na tyfus plamisty 15 grudnia 1869, został pochowany na cmentarzu w Opatowie.